# ヨス・ヒュイスマンス
ヨス・ヒュイスマンス（Jos Huysmans、1941年12月8日 - 2012年10月10日）は、ベルギー、ベールゼル出身の元自転車競技（ロードレース）選手。本名はヨゼフ・ヒュイスマンス（Jozef Huysmans）。
2012年10月10日、死去。70歳没。

## 来歴
1964年
- ツール・デュ・ノール 総合優勝
- ダンケルク4日間レース 総合3位
- スヘルデプライス 2位

1965年
- ツール・ド・スイス 総合2位、区間1勝(第1)
- ロンド・ファン・ネデルラント 総合3位

1966年
- ツール・ド・ベルギー 総合3位
- ツール・ド・フランス 総合16位
- ジロ・デ・イタリア 総合17位

1967年
- ツール・ド・フランス 総合8位
- E3プライス・フラーンデレン 2位
- グランプリ・ド・フルミー 2位

1968年
- ツール・ド・フランス 第20ステージ優勝
- カンピウンスハップ・ファン・フラーンデレン 優勝

1969年
- フレッシュ・ワロンヌ 優勝
- スハール・セルス 優勝
- ドーフィネ・リベレ 区間1勝(第6)
- アムステルゴールドレース 2位

1970年、エディ・メルクス擁する、ファーミノ- ファーマに移籍。
- ツール・ド・フランス 第3aステージのチームタイムトライアル勝利

1971年、メルクスらとともに、モルテニに移籍。
- ツール・ド・フランス プロローグのチームタイムトライアル勝利

1972年
- ツール・ド・フランス 第9ステージ優勝、第3bステージのチームタイムトライアル勝利

1975年
- カンピウンスハップ・ファン・フラーンデレン 優勝

1977年、メルクスらとともに、フィアットに移籍。同年引退。